# HR Giger Museum

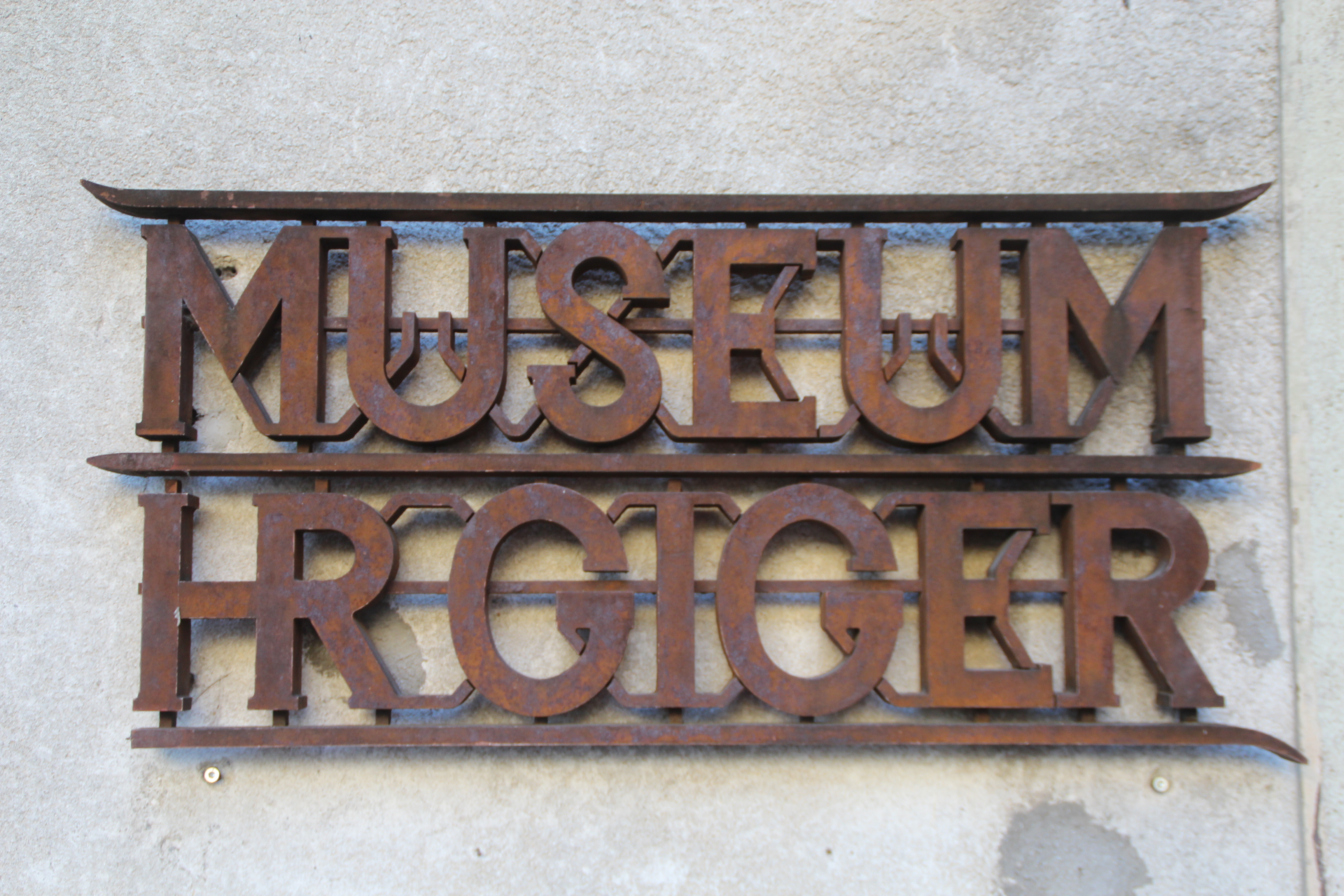
Inschrift am Eingang

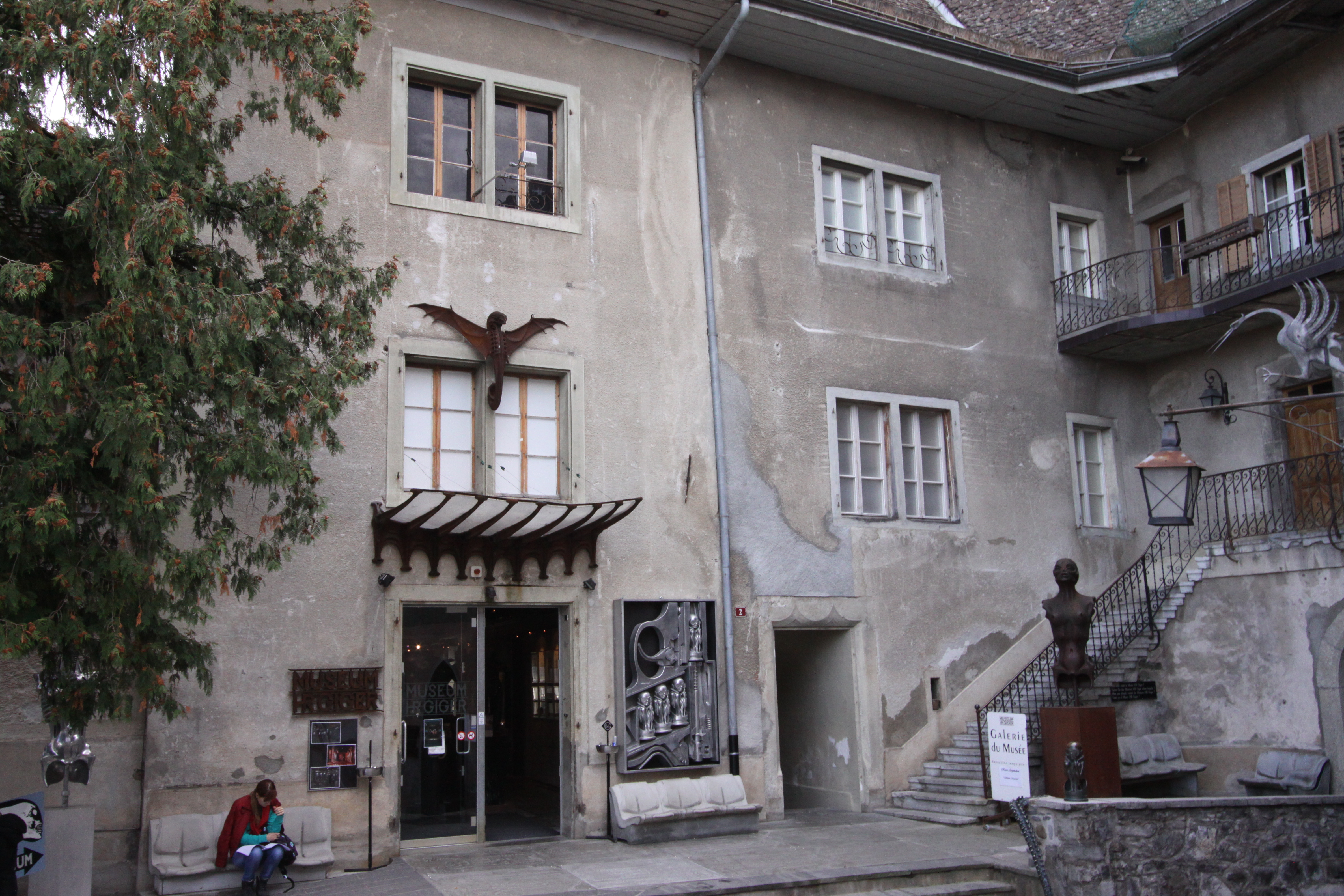
Eingangspartie

Das HR Giger Museum ist ein Museum in Greyerz im Schweizer Kanton Freiburg, das Fantasy-Kunstwerke des Künstlers HR Giger (1940–2014) ausstellt. Es ist im mittelalterlichen Château Saint-Germain unterhalb des Schlosses Greyerz untergebracht.

## Geschichte
1990 stellte HR Giger eine Retrospektive seiner Werke im Schloss Greyerz aus. Er mochte die Gegend und beschloss, dort ein Museum einzurichten, als das knapp unterhalb des grösseren Schlosses gelegene Saint-Germain zum Verkauf stand. Am 11. September 1997 erwarb er das Schloss, das auf der Liste der Kulturgüter von nationaler Bedeutung im Kanton Freiburg steht. Am 21. Juni 1998 wurde das HR Giger Museum nach Umbauarbeiten eröffnet.

## Ausstellung
Das Museum zeigt Objekte aus der privaten Sammlung des Künstlers, zu der Werke aus mehreren Schöpfungsphasen zählen. Dazu gehören auch Designs zu Wesen aus den Science-Fiction-Filmen Alien, Alien 3, Der Wüstenplanet, Species und Poltergeist II.

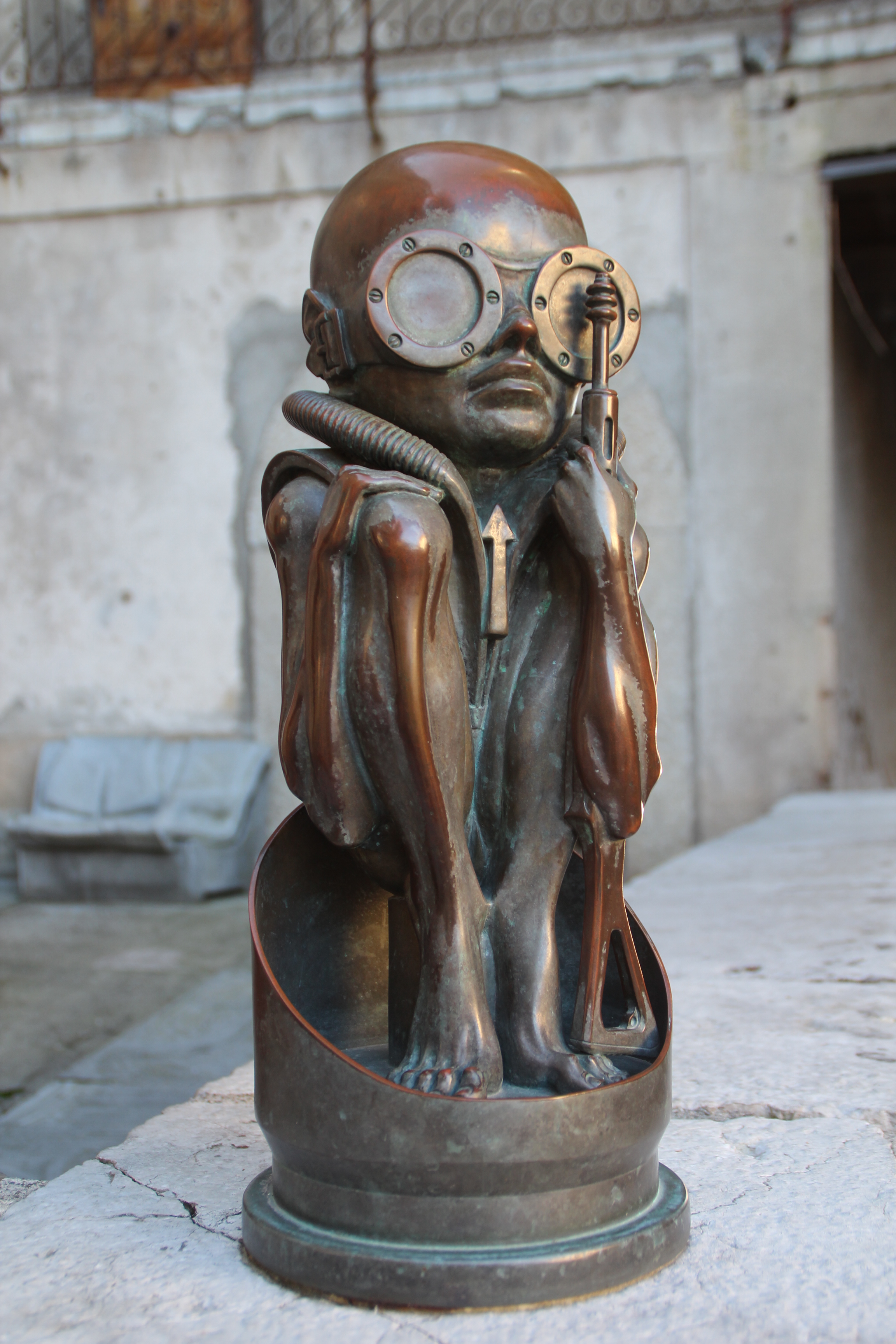
Skulptur vor dem Museum
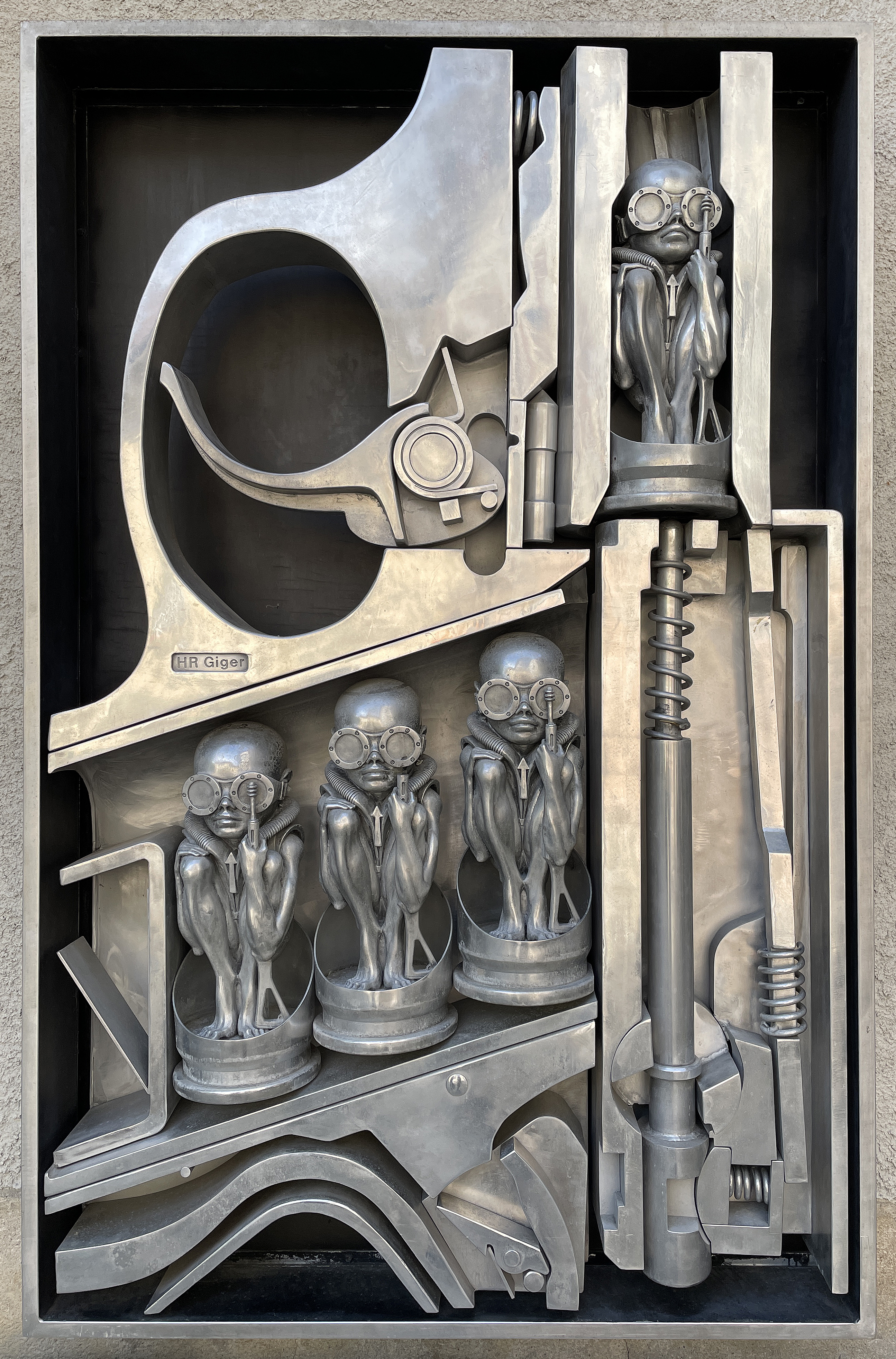
HR Gigers «Gebärmaschine» als Aluminiumskulptur ausserhalb des Museums.
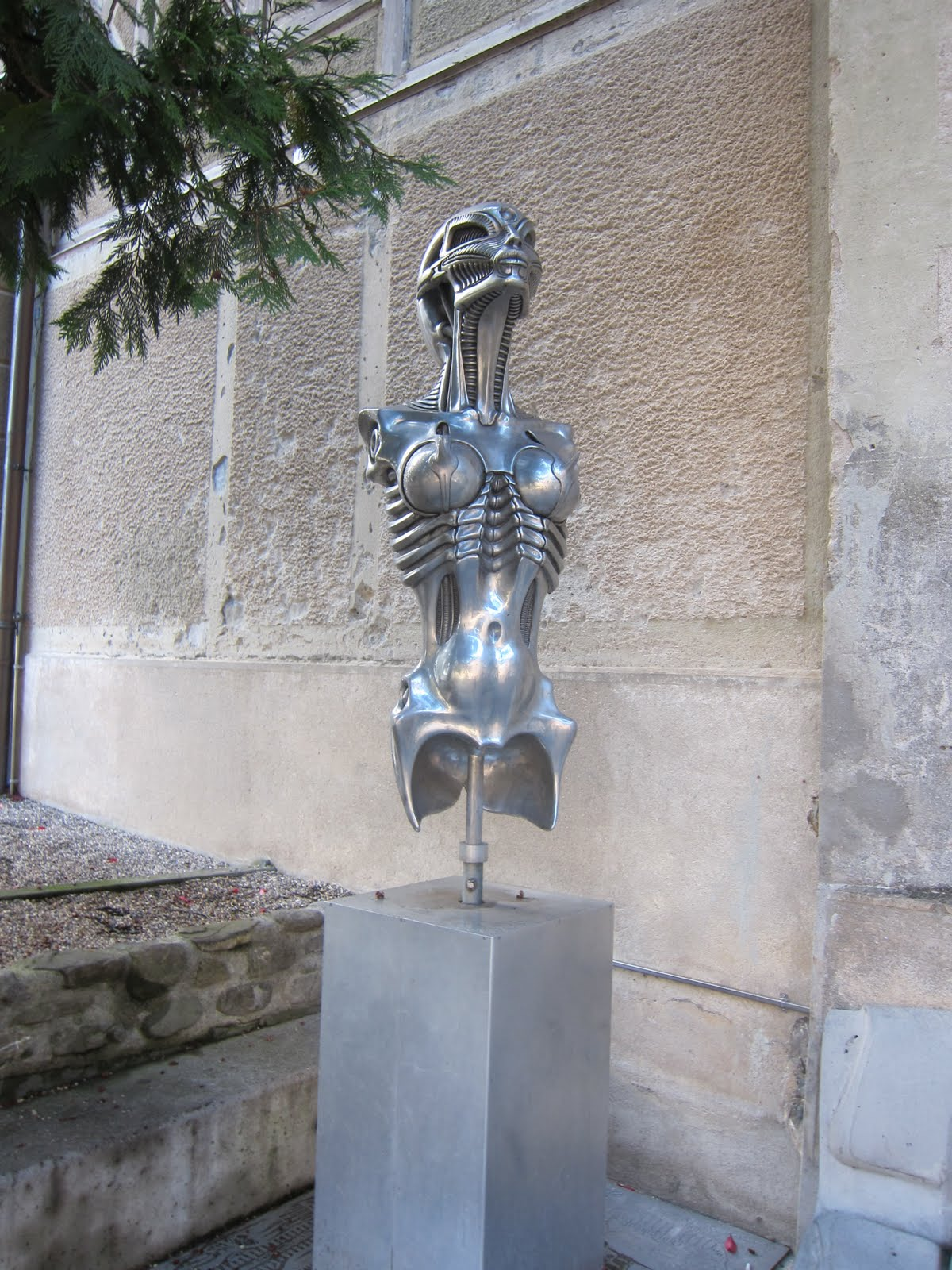
Torso

## Giger-Bar

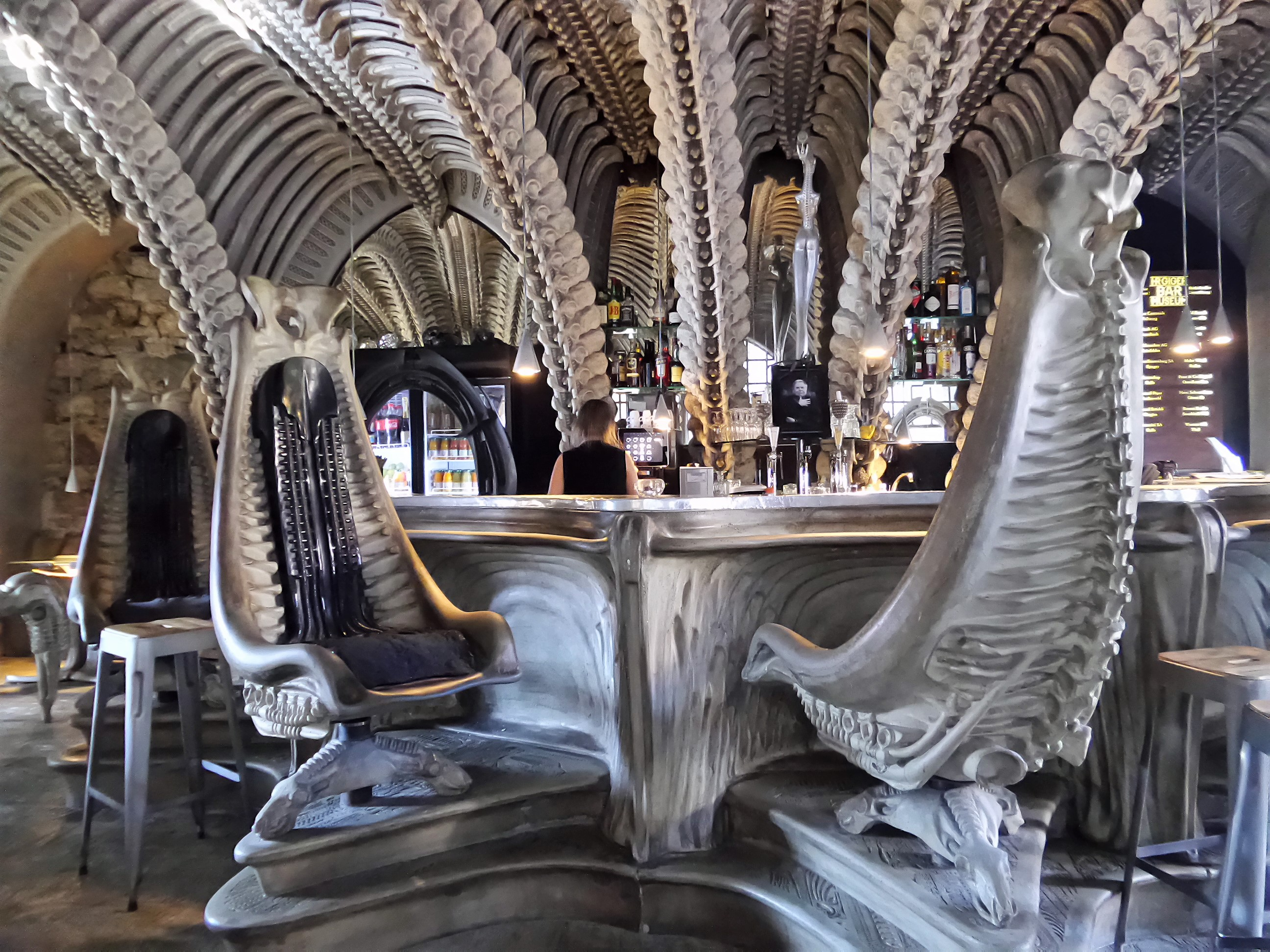
Giger-Bar

Die Giger-Bar im Schloss besteht seit 2003. Die Einrichtung repräsentiert die für Giger typische Verbindung von menschlich-biologischen und technischen Elementen, beispielsweise der Struktur einer Wirbelsäule mit Kabelsträngen. Die Stühle sind eine helle Variante des Harkonnen-Stuhls. Dieser wurde für den Film Der Wüstenplanet entworfen, jedoch nie realisiert. In Gigers Heimatort Chur steht eine weitere Bar.